# Tanacetum hissaricum
Tanacetum hissaricum — вид рослин з роду пижмо (Tanacetum) й родини айстрових (Asteraceae); поширений у Центральній Азії й індійських західних Гімалаях.

## Опис
Листки сіро запушені. Прикореневі листки 8–10 см, на довгих ніжках, довгасті, перисторозділені; сегменти сегменти численні, довгасті, перистодольні. Стеблові листки зменшені. Квіткові голови поодинокі.

## Середовище проживання
Поширений у Центральній Азії (Киргизстан, Таджикистан, Узбекистан) й індійських західних Гімалаях. Населяє кам'янисті місцевості на висотах 2000–3500 метрів.